# Обнажение авиловской свиты у села Скелевое
Обнажение авиловской свиты у села Скелевое — геологический памятник природы местного значения. Находится в Бахмутском районе Донецкой области возле села Скелевое. Статус памятника природы присвоен решением облисполкома № 310 от 21 июня 1972 года. Площадь — 5 га. Представляет собой Обнажение авиловской свиты (верхний карбон) в карьере известняков.
Обнажение авиловской свиты содержит большое скопление кораллов и оголение мелкозернистого песчаника на котором остались отпечатки стеблей растений и морских черепашек[что?].
По оценкам специалистов этот песчаник образовался 550 миллионов лет назад. В то время это было неглубокое море с чистой водой, на месте которого образовалась замкнутая лагуна с повышенной солёностью воды. Кораллы жившие на этом месте погибли из-за увеличения солёности воды и были укрыты известняковым илом.